# Porta d’Ossuna Catacombe

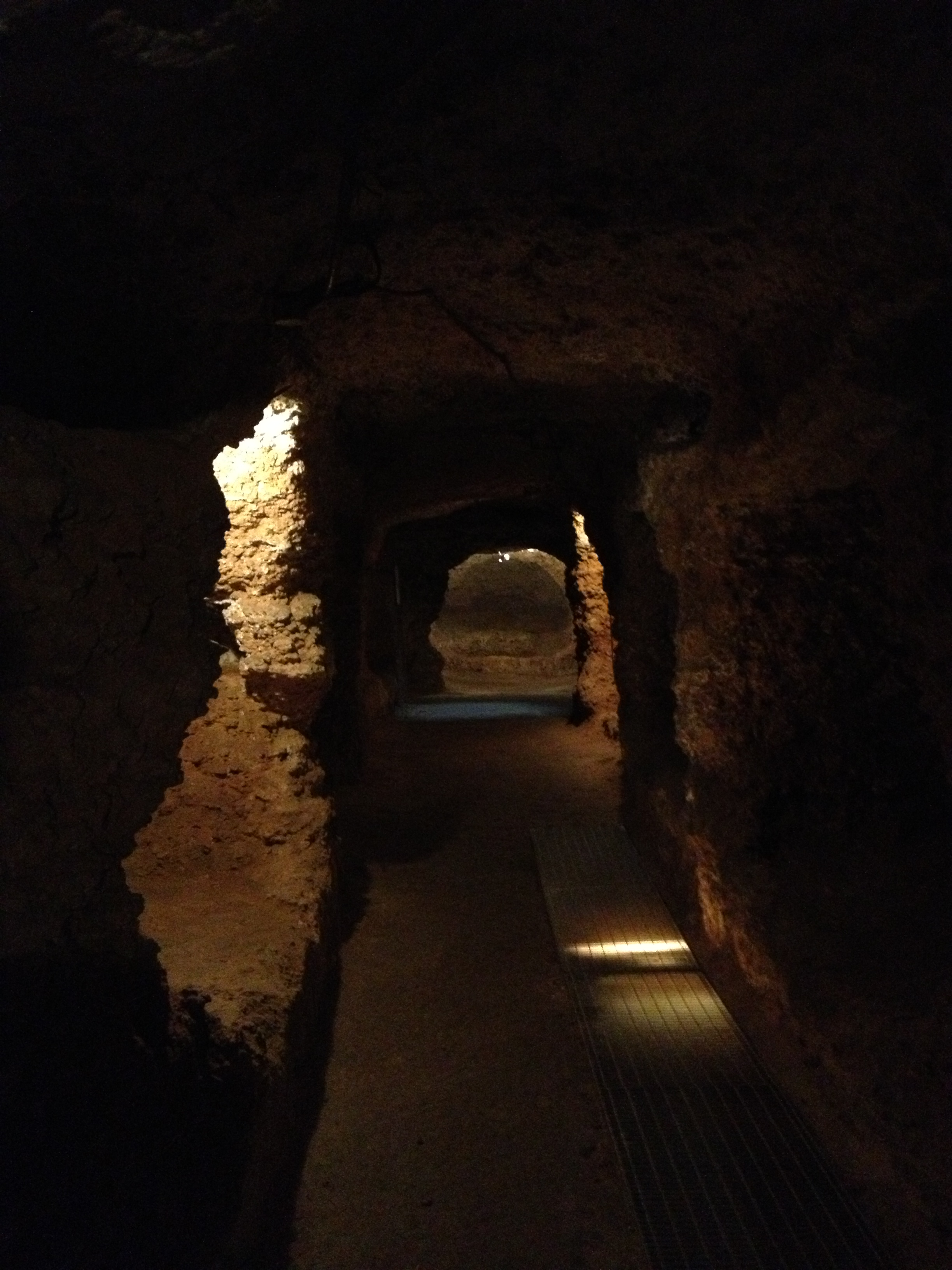
Catacombe aan de Porta d'Ossuna

De Porta d’Ossuna Catacombe bevindt zich in Palermo, Sicilië, en is de grootste vroegchristelijke begraafplaats in Palermo. Christenen in Palermo maakten dit ondergronds complex in de 4e en 5e eeuw, ten tijde van het Romeinse Keizerrijk. 
De naam Porta d’Ossuna verwijst naar de 17e-eeuwse stadspoort in de buurt van de catacombe; het was onderkoning Pedro Téllez-Girón, hertog van Osuna in Spanje, die de stadspoort liet bouwen.

## Beschrijving
De toegang voor bezoekers staat aan de Corso Alberto Amedeo. In 1785 liet koning Ferdinand III van Sicilië daar een sober ingangspoortje bouwen. De historisch juiste ingang bevond zich destijds onder de Via Pierpaolo Pasolini. In de Romeinse Tijd bevonden er zich tuinen met geurende kruiden naast en boven de ingang Via Pierpaolo Pasolini. Deze ingang kende een helling naar beneden, met trapconstructie.
De rivier Papireto liep in parallel met de Porta d’Ossuna Catacombe. Precies omwille van de aanwezigheid van de rivier waren de rotsen aan de oever zachter om gangen in te hakken. De catacombe bestaat uit grote en kleine kamers en gangen alsook cellen die als graven dienden. Achter de ingangspoort is er een ruimte waar christenen begrafenisrituelen hielden alvorens de dode ten grave te leggen. Het ondergronds bouwwerk was dus zowel een begraafplaats als een publieke ruimte.

## Historiek
Tijdens het Romeinse Keizerrijk kwamen christenen samen in de ondergrondse galerijen die ze hadden uitgegraven. Ze begroeven er hun doden. Dit deden ze nadat het christendom was toegestaan door de Romeinse overheid, in de praktijk was dit voor Sicilië vanaf het jaar 380 met het Edict van Thessaloniki. In tegenstelling tot catacomben in Rome, werd de catacombe in Palermo dus niet gebruikt als schuilplaats tijdens christenvervolgingen: ze bestond toen nog niet.
Tot de 5e eeuw begroeven christenen er hun doden. Met de verovering van Sicilië door de Ostrogoten eind 5e eeuw stopten de begrafenissen.  
In 1739 werd de catacombe eerder bij toeval ontdekt tijdens bouwwerken in de buurt voor het klooster Convento delle Cappuccinelle. De werken, alsook de ontdekking van de catacombe, gebeurden onder leiding van de prins van Torremuzza. De ondergrondse graven waren tot dan 1.300 jaar verwaarloosd gebleven, en dit in een vochtig milieu. Dit leidde ertoe dat deuren vergaan zijn en marmeren platen er aangetast bijliggen. De ontdekking van inscripties in de muren maakte de catacombe bekend. Omdat de duisternis het niet mogelijk maakte lange teksten te schrijven, maakten christenen het graf van hun geliefde soms herkenbaar met een gereedschapsvoorwerp of met een terracottabeeldje.
Een wetenschappelijke bestudering vond pas plaats in de 20e eeuw. De eerste keer was in 1907 door de archeologen Joseph Führer en Victor Schultze. 
Tijdens de Tweede Wereldoorlog was de Porta d’Ossuna Catacombe een schuilplaats bij bombardementen. 
De Pauselijke Commissie voor Gewijde Archeologie in Rome baat de catacombe uit. De andere begraafplaats in Palermo is de Catacombe van San Michele Arcangelo naast de stadsbibliotheek.